# Clara Holst
Clara Holst (ur. 4 czerwca 1868 w Oslo, zm. 15 listopada 1935 tamże) – norweska filolog i działaczka na rzecz praw kobiet. 
Urodziła się w Oslo (ówcześnie Kristiania) jako córka lekarza Axela Holsta (1826–1880) i obywatelki Niemiec Anny Mathilde Charlotte Flemming (1832–1897). Była wnuczką Frederika Holsta, siostrą Axela Holsta i ciotką Petera Midelfarta Holsta. 
W 1889 roku ukończyła szkołę średnią. Następnie została pierwszą studentką filologii na Uniwersytecie w Oslo, jedynym uniwersytecie w Norwegii w tym czasie. Jako pierwsza kobieta uzyskała też doktorat na tej uczelni. Jej promotorem i mentorem był profesor Johan Storm, którego znajomości umożliwiły jej późniejsze studia na University of Cambridge (1892), Sorbonie (1893), w Lipsku (1897), Kopenhadze (1898–99) i Berlinie (1902–03).  
Stopień doktora uzyskała w 1903 rozprawą Studier over middelnedertyske laaneord i dansk i det 14. og 15. aarhundrede. Tym samym poszła w ślady swojego dziadka, który w 1817 jako pierwszy obronił doktorat. 
Ostatnie lata życia spędziła w ojczyźnie. Nie miała męża, mieszkała w Fagerborg wraz ze swoimi dwiema starszymi siostrami Anną Amalie i Dorotheą. Zmarła w swoim rodzinnym mieście w listopadzie 1935.